# Alceste (Händel)
Alceste (HWV 45, HG: 46b, HHA: I/30) es una masque o semiópera con música de Georg Friedrich Händel. Fue escrita como música incidental de una obra teatral perdida de Tobias Smollett, que fue ensayada en el Teatro de Covent Garden pero nunca fue interpretada. Había una obertura y canciones para los actos I y IV, 19 movimientos en total. Fue compuesta desde el 27 de diciembre de 1749 hasta el 8 de enero de 1750. Händel usaría después la música en The Choice of Hercules, y en reposiciones de Alexander Balus y de Hercules. 
En las estadísticas de Operabase figura una representación de la Alceste de Händel en el período 2005-2010.

## Grabaciones
Händel: Alceste - Academy of Ancient Music
- Director: Christopher Hogwood
- Principales cantantes: Emma Kirkby,  Patrizia Kwella,  Judith Nelson,[1] Paul Elliott, David Thomas,[2] Margaret Cable.
- Sello discográfico: L'Oiseau-lyre. London Decca - 421479 (CD)

Händel: Alceste - Le Concert de l'Hostel Dieu
- Director: Franck-Emmanuel Comte[4]
- Principales cantantes: Stéphanie Révidat, Roxanne Comiotto, Jean Delescluse, François Bazola.
- Fecha de grabación: agosto de 1997
- Sello discográfico: Absalon (Musicsoft/Media 7)/LCHD897 (CD)